# Mélanie Calvat
Françoise Mélanie Calvat ([fʁɑ̃swˈaːz ˈmelaniː kalˈva]), in religione Maria della Croce (Corps, 7 novembre 1831 – Altamura, 14 dicembre 1904) è stata una religiosa e veggente francese.

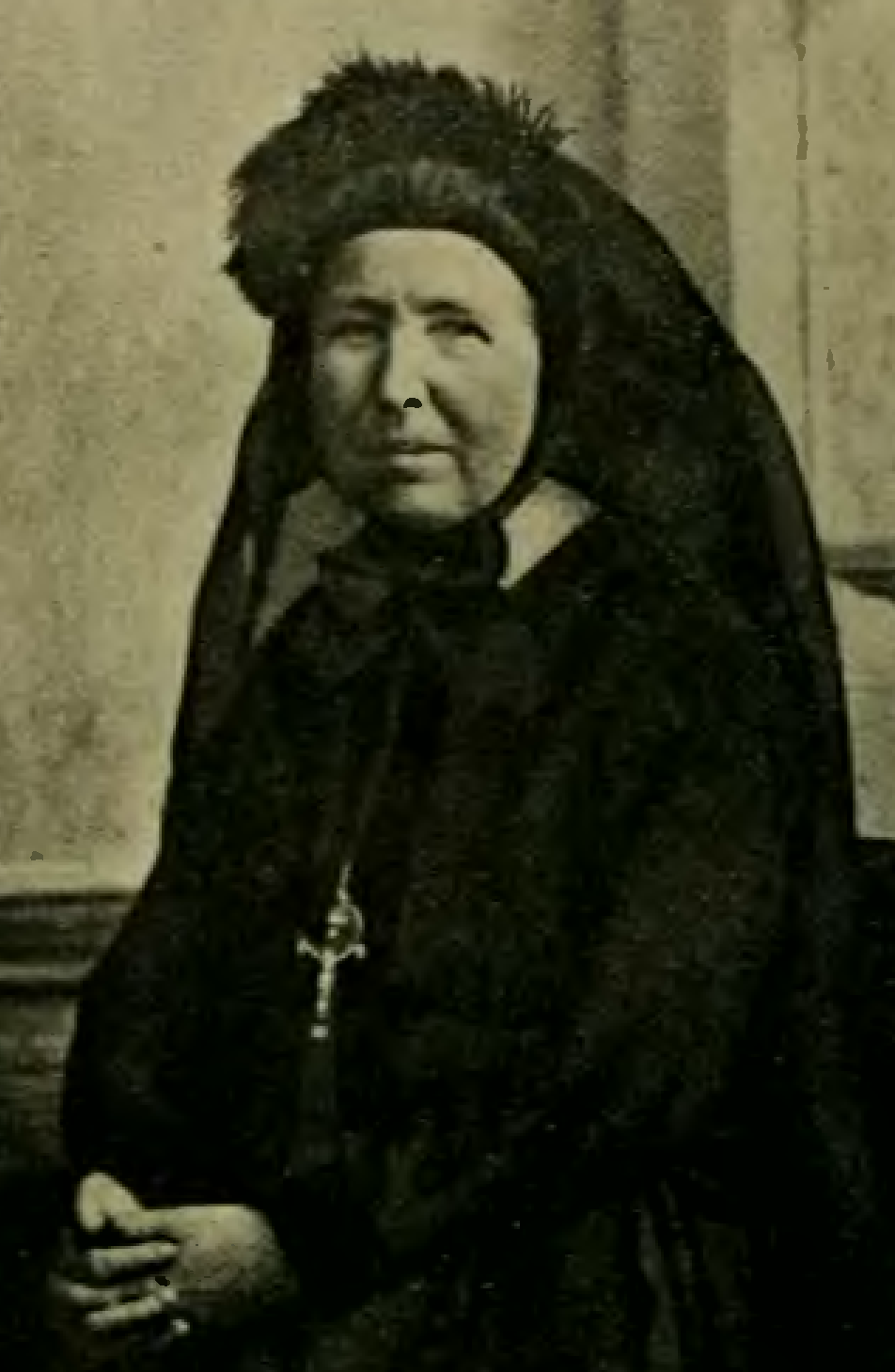
Mélanie Calvat

Insieme a Maximin Giraud, è stata una dei due veggenti mariani di La Salette.

## Biografia

### Infanzia
Mélanie Calvat nacque il 7 novembre 1831 a Corps, nel dipartimento di Isère, in Francia. Era la quarta di dieci figli di Pierre Calvat, uno scalpellino e segatore di mestiere che non esitava ad accettare qualsiasi lavoro riuscisse trovare per poter sostenere la sua numerosa famiglia, e di Julie Barnaud, sua moglie. La famiglia era così povera che i più giovani erano di tanto in tanto mandati per strada a chiedere l'elemosina.
Ancora molto piccola, Mélanie fu assunta a fare da guardiana alle mucche dei vicini; lì conobbe Maximin Giraud, che sarebbe stato presente con lei la sera dell'apparizione. Dalla primavera all'autunno del 1846 lavorò per Jean-Baptiste Pra a Les Ablandins, uno dei villaggetti di La Salette. Mélanie parlava solo un dialetto della lingua occitana e un po' di francese. Non ricevette nessuna istruzione scolastica, e pertanto non era in grado di leggere e scrivere.

### Apparizioni
Il 19 settembre 1846 è il giorno in cui Mélanie Calvat e Maximin Giraud - che all'epoca dei fatti erano dei ragazzi - asseriscono di aver avuto l'apparizione della Vergine Maria sui monti di La Salette. L'apparizione trasmise sia un messaggio pubblico sia uno privato per ciascuno dei due veggenti.
Il vescovo di Grenoble, Philibert de Bruillard, nominò molte commissioni al fine di esaminare i fatti: le prime commissioni furono formate nel dicembre dello stesso anno. La prima era composta da professori della scuola seminario di Grenoble e l'altra da ecclesiastici. La seconda commissione concluse che un'analisi più completa era necessaria prima di formulare giudizi. Una nuova inchiesta fu fatta da luglio a settembre del 1847 da due membri della commissione, il canonico Orcel, il superiore del seminario maggiore, e il canonico Rousselot.
Un incontro per discutere la questione si tenne nella dimora del vescovo a novembre-dicembre del 1847. Sedici membri - i vicari generali della diocesi, i preti parrocchiali di Grenoble e altri ecclesiastici - si riunirono alla presenza del vescovo. Dopo aver analizzato i resoconti di Russelot e Urcer, la maggior parte concluse che l'apparizione era autentica. Il vescovo di Sens aveva anche esaminato attentamente tre guarigioni attribuite a Nostra Signora di La Salette che erano avvenute nella città di Avallon. Il vescovo del luogo, monsignor Mellon Jolly, il 4 maggio 1849 riconobbe una delle tre guarigioni, avvenuta il 21 novembre 1847, come miracolosa.
Monsignor de Bruillard rimase convinto della genuinità delle apparizioni e autorizzò la pubblicazione del rapporto di Rousselot, che asseriva la genuinità delle apparizioni. Nella sua lettera di approvazione, aggiunta come prefazione, il vescovo di Grenoble dichiarò di condividere il parere della maggioranza della commissione che adottò le conclusioni del rapporto.
Ciononostante, Louis Jacques Maurice de Bonald, il cardinale arcivescovo di Lione, a cui Grenoble era sottoposta, sospettò che si trattasse di un sotterfugio. Il cardinale chiese ai ragazzi di raccontargli i messaggi segreti, dicendo di avere il mandato del papa. I ragazzi alla fine accettarono, ma Calvat insistette affinché il testo fosse inviato direttamente al Papa. Al fine di rispettare le condizioni imposte da Calvat, il vescovo di Grenoble inviò due rappresentanti a Roma. Il testo dei due messaggi segreti privati sarebbe stato consegnato a papa Pio IX il 18 luglio 1851, ma, a quanto pare, successivamente andò perso.
La procedura di riconoscimento del miracolo da parte della Chiesa Cattolica ebbe esito positivo, dal momento che il mandato di monsignor de Bruillard, adattato secondo le osservazioni di Luigi Lambruschini, cardinale prefetto della Congregazione dei riti, a Roma, fu firmato il 18 settembre 1851 e fu pubblicato il seguente 10 novembre 1851. In esso, il vescovo di Grenoble promulgò il seguente giudizio:
La decisione, che si basava sull'opera di Rousselot e quella della commissione del 1847, era motivata dall'impossibilità di spiegare gli eventi, i miracoli e le guarigioni in modo umano, così come i frutti spirituali dell'apparizione, in particolare le conversioni e le giuste speranze e desideri di una gran quantità di sacerdoti e fedeli.
Più tardi, il 16 novembre 1851, il vescovo di Grenoble pubblicò una dichiarazione secondo cui la missione dei pastorelli era terminata e che la questione era ora nelle mani della Chiesa. Il vescovo chiarì inoltre che il riconoscimento della Chiesa era riferito solo alla rivelazione originale del 1846 e non alle eventuali rivendicazioni successive.
I fatti di La Salette hanno suscitato sin dall'inizio un gran fervore nella società francese, provocando anche accesi dibattiti. I piccoli veggenti erano alquanto turbati dai continui interrogatori, dalle minacce, a volte violente, da parte degli oppositori politici ed ecclesiastici, e anche dall'eccessivo fervore. Mélanie Calvat era venerata come una santa, non diversamente da quanto accadde a santa Bernadette Soubirous. Ciò avrebbe turbato la tranquillità dei due veggenti. Calvat aveva difficoltà a vivere una vita religiosa stabile. Anche Maximin, che entrò in seminario, ebbe difficoltà a vivere una vita normale.

### Vita religiosa
Dopo l'apparizione del 1846, Mélanie fu collocata nel Convento delle suore della Provvidenza a Corenc, vicino a Grenoble. Già nel novembre del 1847, la sua direttrice temeva "che la celebrità che era precipitata su di lei così all'improvviso potesse renderla presuntuosa". Nel 1850 divenne postulante con l'ordine di quel convento e nell'ottobre del 1851 ebbe luogo la sua vestizione religiosa. Mentre era a Corenc era nota perché era solita sedersi circondata da ascoltatori incantati, mentre raccontava storie della sua infanzia.
Nel maggio 1853 il vescovo di Bruillard morì. Nei primi mesi del 1854 il sostituto rifiutò di concedere il permesso per la sua professione religiosa, perché si accorse che non era spiritualmente abbastanza matura. Calvat sosteneva che il vero motivo del rifiuto era che il vescovo mirava a ottenere il favore dell'imperatore Napoleone III di Francia.
In seguito al rifiuto del vescovo di farle fare la professione religiosa, Calvat fu autorizzata a trasferirsi in un convento delle Suore della Carità. Questo ordine era improntato a un duro lavoro pratico per aiutare i poveri e Mélanie vi trovò buonsenso e non adulazione. La donna continuò a parlare delle apparizioni e di un complotto massonico per distruggere la Francia cattolica. Ma dopo tre settimane ritornò a Corps per ricevere un'adeguata istruzione scolastica.
Napoleone III guidava la Francia repubblicana, ma i monarchici stavano lavorando per la restaurazione di un re cattolico. Questa polemica politica ha dominato la conversazione in tutta la Francia, con la Chiesa francese che cercava di mantenere la neutralità. Calvat rendeva questo difficile per la gerarchia ecclesiastica, continuando a ripetere le parole reputate della Vergine Maria e opponendosi alla massoneria. Il vescovo, consapevole delle accorate e sincere simpatie di Melanie per i monarchici, era preoccupato che lei ne sarebbe stata coinvolta e ciò avrebbe implicato un'intromissione in politica della vicenda di Nostra Signora di La Salette. Nel 1854, il vescovo di Grenoble, Jacques-Marie-Achille Ginoulhiac, scrisse che le predizioni attribuite a Melanie non avevano alcuna base di fatto e non avevano alcuna importanza nei confronti di La Salette poiché erano state fatte dopo i fatti di La Salette e non avevano nulla a che fare con ciò.
Calvat accettò il suggerimento di un prete inglese in visita e le fu consentito di trasferirsi al Carmelo a Darlington in Inghilterra, dove arrivò nel 1855. Questo l'avrebbe allontanata dalle polemiche politiche francesi e pertanto il vescovo fu ben lieto di accettare questa mossa. Prese voti temporanei nel 1856. Nel 1858 Calvat scrisse di nuovo al Papa per trasmettere quella parte del segreto che era stata autorizzata a rivelare in quell'anno. Mentre era a Darlington parlò di una varietà di strani eventi e miracoli. Il vescovo locale le proibì di parlare pubblicamente di queste profezie. Nel 1860, fu sciolta dal suo voto di clausura al Carmelo dal Papa e tornò nell'Europa continentale.
Entrò nella Congregazione delle Suore della compassione a Marsiglia. Una suora, Marie, fu nominata sua compagna. Dopo una permanenza nel loro convento di Cefalonia, Grecia, dove lei e Suor Marie si recarono per aprire un orfanotrofio, e un breve soggiorno presso il convento carmelitano di Marsiglia, tornò alle Suore della compassione per un breve periodo. Nell'ottobre del 1864 fu ammessa come novizia a condizione di mantenere segreta la sua identità. Ma fu riconosciuta e la sua identità non fu più segreta. All'inizio del 1867 fu rilasciata dall'ordine e lei e la sua compagna andarono, dopo una breve permanenza a Corps e a La Salette, a vivere a Castellamare, vicino a Napoli, dove fu accolta dal vescovo locale. Vi visse ben diciassette anni, scrivendo il suo segreto, incluse le regole per una futura fondazione religiosa. Suor Mélanie visitò il Santuario di La Salette per l'ultima volta il 18-19 settembre 1902.

### Morte

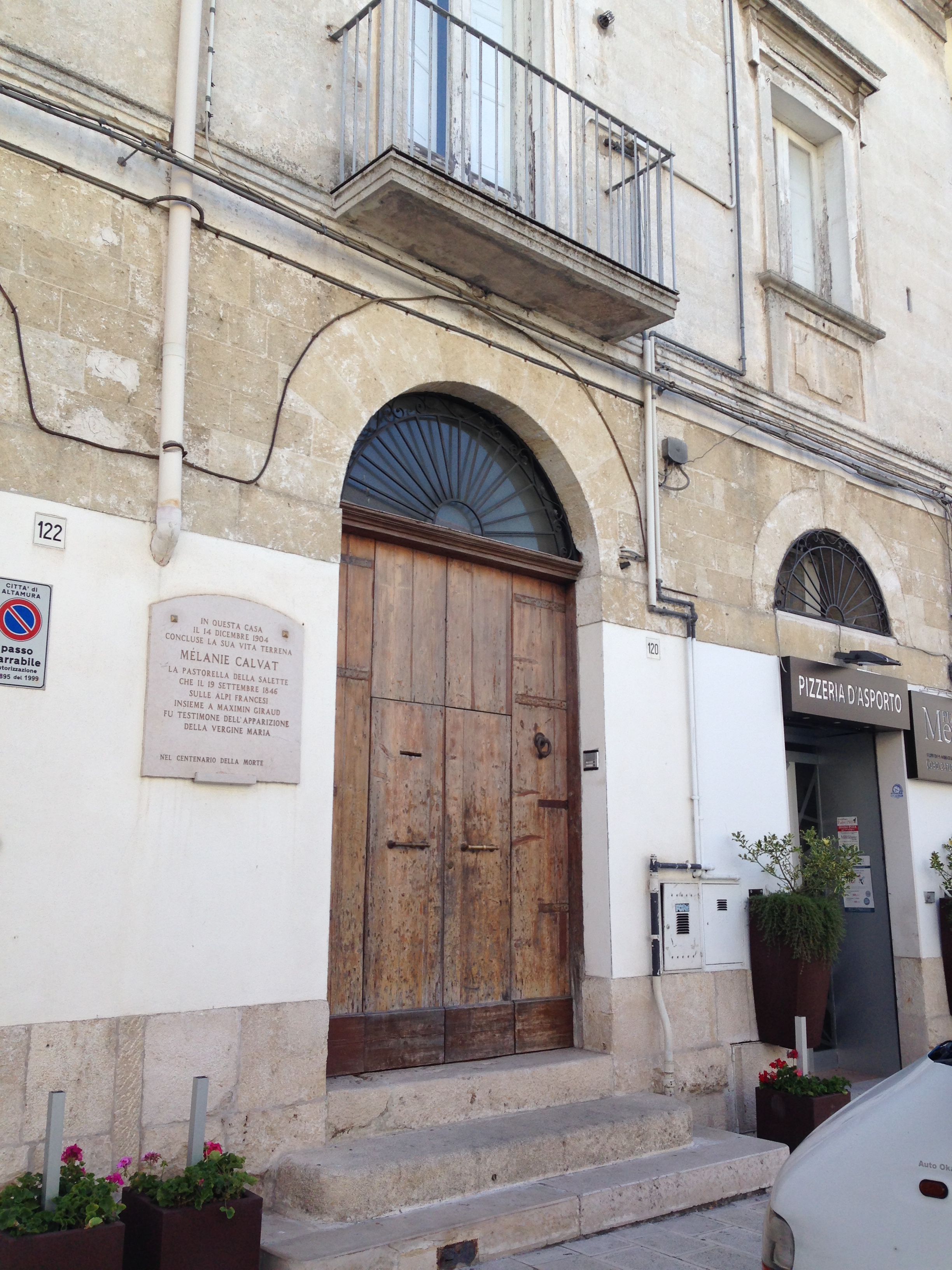
La casa, situata ad Altamura, dove Mélanie Calvat fu trovata morta il 14 dicembre 1904.

Il 14 dicembre 1904 Mélanie Calvat fu trovata morta nella sua casa di Altamura., in Puglia, città dove si era rifugiata non rivelando a nessuno la sua vera identità. Per gli altamurani lei era solo un'anziana signora francese che andava a messa tutte le mattine in cattedrale. La sua identità fu rivelata solo dopo la sua morte.
I suoi resti sono sepolti ad Altamura, nella chiesa di Sant'Antonio (già chiesa dell'Immacolata), adiacente all'Istituto delle Figlie del Divino Zelo e orfanotrofio antoniano, situato in via Annibale Maria di Francia 25. La tomba consiste in una colonna di marmo con un bassorilievo raffigurante la Vergine Maria che dà il benvenuto alla veggente di La Salette in cielo.

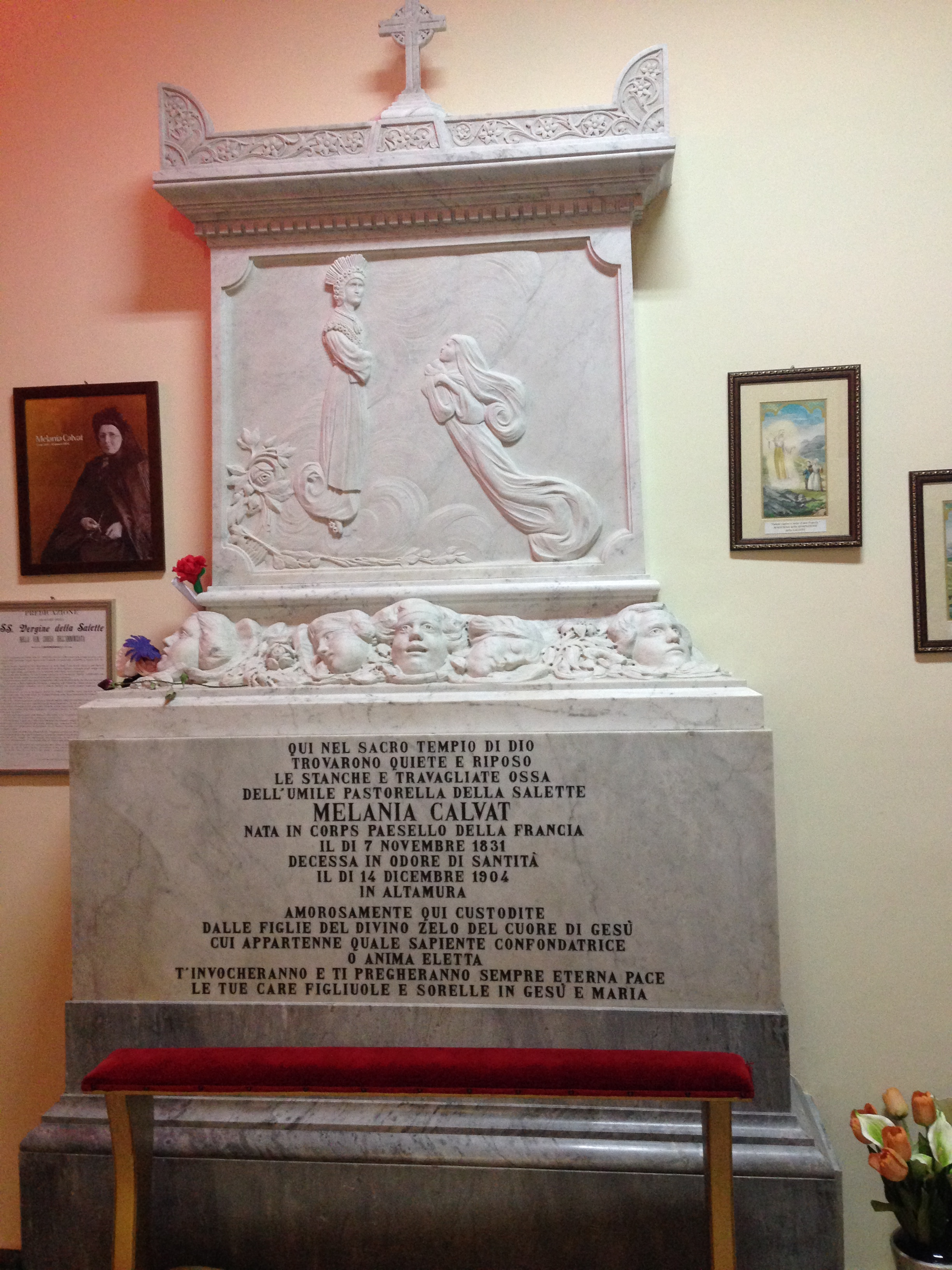
Sepolcro di Mélanie Calvat, situato ad Altamura

## Controversie
Nel 1873 Mélanie Calvat scrisse di nuovo il suo messaggio personale, con l'imprimatur di Sisto Riario Sforza, cardinale Arcivescovo di Napoli. Nel frattempo, si formavano ordini religiosi a La Salette, sotto gli auspici del vescovo locale di Grenoble. Questi dovevano provvedere ai pellegrini e diffondere il messaggio della visione. Calvat affermò di essere stata autorizzata dall'apparizione a fornire i nomi di questi ordini, le loro regole e le loro abitudini. Quello per gli uomini doveva avere il titolo "Ordine degli apostoli degli ultimi giorni", mentre quello per le donne dell'"Ordine della Madre di Dio". Quando il vescovo rifiutò le sue richieste, si appellò al Papa e le fu concesso un colloquio. Mélanie Calvat fu ricevuta da papa Leone XIII in udienza privata il 3 dicembre 1878.
Il messaggio fu pubblicato da Mélanie Calvat stessa il 15 novembre 1879 e ricevette l'imprimatur di monsignor Salvatore Luigi Zola, vescovo di Lecce (che aveva protetto e assistito Calvat nella sua diocesi) con il titolo di Apparizione della Beata Vergine sulla montagna di La Salette. A partire da questa pubblicazione, iniziò una disputa storica sul contenuto del suo segreto, che dura fino a oggi.
L'anticlericalismo di Mélanie Calvat e le dichiarazioni apocalittiche provocarono delle reazioni. Nel 1880 il vescovo di Troyes denunciò il libro scritto a Lecce alla Congregazione del Sant'Uffizio e a sua volta Prospero Caterini, cardinale segretario della Congregazione del Sant'Uffizio, gli scrisse nell'agosto del 1880, dicendo che il Sant'Uffizio era scontento della pubblicazione di questo libro, e desiderava che le copie fossero ritirate dalla circolazione. La lettera fu trasmessa al vescovo di Nîmes e in seguito in quell'autunno furono pubblicate solo alcune porzioni del testo. Non è chiaro se la lettera di Caterini fosse corrispondenza personale o rappresentasse una condanna ufficiale. Il Vaticano in seguito inserì il libro nell'Indice dei libri proibiti.
Mélanie Calvat si trasferì a Cannes nel sud della Francia, da cui raggiunse poi Chalon-sur-Saône, cercando di fondare una comunità col patrocinio del canonico de Brandt di Amiens. Calvat finì anche con l'entrare in contenzioso con il vescovo Perraud, l'ordinario di Autun su un'eredità data per finanziare questa fondazione.
Nel 1892, Mélanie Calvat fece ritorno a Lecce, quindi si recò a Messina in Sicilia su invito di sant'Annibale Maria di Francia. Dopo alcuni mesi in Piemonte, fu invitata dall'abate Gilbert Combe, parroco di Diou, un sacerdote molto interessato alle profezie politico-religiose, a stabilirsi nel dipartimento di Allier. Lì Mélanie Calvat scrisse un'autobiografia giudicata inattendibile. Nel 1901 Combe pubblicò la sua versione del segreto proibito di Melanie con il titolo Il grande colpo di stato e le sue date probabili, che era antibonapartista e a favore dei Borboni. Fu ristampata a Lione nel 1904, pochi mesi prima della morte di Mélanie Calvat. Anche quest'opera fu inserita nell'Indice.

### I "melanisti"
Calvat fu manipolata da diversi gruppi di appassionati di profezie, alcuni con programmi politici. Nel 1847 una sedicente profetessa di nome Therese Thiriet presentò il suo messaggio come "un'aggiunta alla predizione dei ragazzi del distretto di Grenoble", in gran parte contro il vescovo di Nancy. Melanie iniziò presto a incolpare il gabinetto di Napoleone III per i mali in procinto di riversarsi sulla Francia, e considerava la Guerra franco-prussiana un giudizio di Dio. I meandri profetici di Melanie furono successivamente diretti da Léon Bloy e sarebbero diventati in seguito un movimento "melanista", presumibilmente derivante da La Salette, ma privo di fondamento, eccetto le dichiarazioni non verificabili di Mélanie. Ispirato dal visionario millenarista Eugene Vintras e dai resoconti di un'apparizione a La Salette, Bloy era convinto che il messaggio della Vergine fosse che se l'umanità non si fosse ravveduta, sarebbe arrivata la fine del mondo. Nel 1912 Leon Bloy, da ardente millenarista, pubblicò un'autobiografia postuma di Calvat, in cui Melanie sosteneva di avere avuto esperienze miracolose e profetiche ben prima delle apparizioni del 1846.
Jacques Maritain notò che "ci fu un piccolo numero di fanatici che trasformarono il Segreto di La Salette in una questione di parte, e le loro interpretazioni aberranti e il loro modo di usare profezie come una tabella ferroviaria non potevano che compromettere la causa che avevano affermato di difendere.

### Eredità
Ogni apparizione è unica per il proprio ambiente e il proprio tempo. Kenneth Woodward ha osservato che "i veggenti acquisiscono autorità carismatica, che è abitualmente contestata dall'autorità istituzionale nella figura del vescovo locale... Il vescovo ha il dovere di fare la parte dell'avvocato del diavolo, sia per mettere in dubbio l'autenticità dell'apparizione che per esplorare la sua eventuale rilevanza per la Chiesa."
Ancora una volta, durante il pontificato di Papa Benedetto XV, la Chiesa fu costretta ad affrontare la questione. Benedetto XV emise un admonitum o avvertimento nei confronti del riconoscimento delle diverse versioni del segreto "in tutte le sue diverse forme" e vietando ai fedeli o al clero di indagare o discuterne senza il permesso dei loro vescovi. L'admonitum inoltre specificava che il divieto della Chiesa emanato sotto papa Leone XIII era ancora in vigore. Un decreto del 1923 fu emanato a seguito della ristampa dell'edizione del 1879 del segreto che era stata modificata da anticlericalisti.
A partire dal Concilio Vaticano II, le regole riguardanti la discussione delle visioni sono state allentate e l'Indice abolito. Il suo libro è stato ripubblicato e il dibattito si è riacceso.

## Beatificazione
Leggendo un resoconto della sua vita nel 1910, papa Pio X esclamò al vescovo di Altamura, nella cui diocesi era morta e fu sepolta, "La nostra Santa!", suggerendo al vescovo di presentare immediatamente la sua causa di beatificazione. Nonostante questo,  Mélanie Calvat non è attualmente beatificata né canonizzata dalla Chiesa cattolica.

## Testi del segreto rivelato a Mélanie Calvat
I racconti di Melanie Calvat e Maximin Giraud sul messaggio della "bella signora" concordano. Secondo il racconto dei due ragazzi, la Vergine invitava le persone a rispettare il riposo della domenica e il nome di Dio, e minacciava una punizione, in particolare scarsità di patate, che sarebbero marcite. Li ha anche incoraggiati a pregare. I loro rispettivi "segreti" sembrano differire sia nel contenuto che nel tono. Maximin è un po' più fiducioso.
Mélanie ha composto varie versioni del suo segreto per tutta la sua vita. Fu notato che l'opuscolo del 1879 sembrava essere più lungo della lettera inviata al Papa nel 1851. Il vescovo Zola spiegò che Melanie non aveva rivelato l'intero segreto in quell'occasione. Una vivace polemica seguì sulla questione se il segreto pubblicato nel 1879 fosse identico a quello comunicato a Pio IX nel 1851, oppure se nella sua seconda versione era solo frutto dell'immaginazione di Mélanie. Quest'ultima era l'opinione di persone sagge e prudenti, che erano persuase che bisognerebbe distinguere tra due Mélanie, tra l'innocente e semplice veggente del 1846 e la veggente del 1879, la cui mente era stata disturbata dalla lettura di libri apocalittici e delle vite di illuminati. Secondo Fr. J. Stern, queste successive divulgazioni non hanno nulla a che fare con l'apparizione e Melanie ha portato sulla sua tomba il segreto che ha ricevuto quel giorno.
- La versione originale fu scritta il 6 luglio 1851, per volere del vescovo di Grenoble.

- Seconda edizione - 5, 6, 12 e 14 agosto 1853: una nuova edizione è stata prodotta su richiesta di Jacques-Marie-Achille Ginoulhiac, il nuovo vescovo di Grenoble, che non conosceva il segreto. [senza fonte]
- 1858: Calvert ha scritto al Papa nel 1858. Come era a Darlington, in Inghilterra, al momento sarebbe stato inoltrato attraverso il Collegio inglese a Roma. Nessuna copia è mai stata localizzata.
- 1860-1870-1873: il testo esteso del 1858 fu riprodotto a Marsiglia nel 1860 su richiesta dei superiori di Mélanie Calvat. [senza fonte] Una copia della riproduzione del 1860 fu fatta a Castellammare in 1870 e fu pubblicato il 30 aprile 1873 da Félicien Bliard, un prete francese. Questa pubblicazione conteneva l'approvazione dell'arcivescovo di Napoli, il cardinale Sisto Sforza.
- 1879: Calvat pubblica un opuscolo sulle apparizioni. A questo punto diventano evidenti le vedute anticlericali, che potrebbero essere state influenzate dalle sue difficoltà con le autorità religiose. Non le fu permesso di pronunciare i voti religiosi nella diocesi di Grenoble.[4] In questa versione Calvat afferma anche che la Santa Vergine le diede il governo di un nuovo ordine religioso. Le sue predizioni per il 1859, il 1864 e il 1865 furono pubblicate per la prima volta nell'edizione del 1879.

La società è alla vigilia dei più terribili flagelli e dei più grandi eventi; bisogna aspettarsi di essere governati con una verga di ferro e di bere il calice dell'ira di Dio. (Questa parte faceva appello alle opinioni di Bloy sulla sofferenza redentiva). Possa il Vicario di mio Figlio, il sovrano Pontefice Pio IX, non lasciare più Roma dopo l'anno 1859; ma possa essere fermo e generoso, possa combattere con le armi della fede e dell'amore; Sarò con lui. Possa essere diffidente nei confronti di Napoleone; il suo cuore è doppio, e quando vorrà essere allo stesso tempo papa e imperatore, presto Dio lo abbandonerà: lui è quest'aquila che, volendo innalzarsi sempre più, cadrà sulla spada che voleva usare per costringere i popoli a sollevarlo.
L'Italia sarà punita per la sua ambizione nel voler scrollarsi di dosso il giogo del Signore dei Signori; anche lei sarà consegnata in guerra. ... Nell'anno 1864, Lucifero con un gran numero di demoni si scatenerà dall'inferno; e aboliranno la fede a poco a poco.
I libri cattivi abbonderanno sulla terra e gli spiriti delle tenebre diffonderanno ovunque un allentamento universale in tutto ciò che riguarda il servizio di Dio; ... I morti e i giusti saranno resuscitati. [Vale a dire che questi morti prenderanno l'aspetto delle sole anime che hanno vissuto sulla terra, in modo da ingannare meglio gli uomini: questi cosiddetti morti risorti, che non saranno altro che il demonio sotto queste apparizioni, predicheranno un altro Vangelo contrario a quello del vero Cristo Gesù, che nega l'esistenza del paradiso, o questi potranno anche essere le anime dei dannati. Tutte queste anime appariranno come se fossero unite ai loro corpi.] ... I poteri civili ed ecclesiastici saranno aboliti, tutti gli ordini e tutta la giustizia saranno calpestati; si vedranno solo omicidi, odio, gelosia, menzogna e discordia, senza amore per il paese o per la famiglia.
Nell'anno 1865, l'abominio si vedrà nei luoghi santi; nei conventi, i fiori della Chiesa saranno decaduti e il demonio si farà re dei cuori. ... Francia, Italia, Spagna e Inghilterra saranno in guerra; il sangue scorrerà per le strade; Il francese combatterà con il francese, l'italiano con l'italiano; successivamente ci sarà una guerra generale che sarà spaventosa. ... Parigi sarà bruciata e Marsiglia inghiottita; molte grandi città saranno scosse e travolte dai terremoti: si crederà che tutto sia perduto: si vedranno solo omicidi, si sentirà solo il rumore delle armi e delle bestemmie. ... Allora Gesù Cristo con un atto della sua giustizia e della sua grande misericordia per i giusti, comanderà ai suoi angeli che tutti i suoi nemici siano messi a morte. All'improvviso i persecutori della Chiesa di Gesù Cristo e tutti gli uomini devoti al peccato periranno e la terra diventerà come un deserto. Allora la pace, la riconciliazione di Dio con gli uomini sarà fatta; ... I nuovi re saranno il braccio destro della santa Chiesa, che sarà forte, umile, pia, povera, zelante e imitatrice delle virtù di Gesù Cristo.
Questa pace tra gli uomini non durerà a lungo; 25 anni di abbondanti raccolti faranno dimenticare loro che i peccati degli uomini sono la causa di tutti i dolori che vengono sulla terra. ... La terra sarà colpita da tutti i tipi di piaghe [oltre alla pestilenza e alla carestia che sarà generale;] ci saranno guerre fino all'ultima guerra, che sarà fatta dai dieci re dell'anticristo.
Le stagioni saranno diverse, la terra produrrà solo frutti cattivi, le stelle perderanno i loro movimenti regolari, la luna rifletterà solo una debole luce rossastra; acqua e fuoco daranno al globo terrestre movimenti convulsi e terremoti orribili che faranno inghiottire montagne, città [ecc.]. ... Dio si prenderà cura dei suoi fedeli servitori e uomini di buona volontà; il Vangelo sarà predicato ovunque, tutti i popoli e tutte le nazioni avranno conoscenza della verità! ... Roma pagana scomparirà; il fuoco dal Cielo cadrà e consumerà tre città.»
- Versione di Combe: pubblicata nel 1904.

Combe incorporò l'opuscolo di Calvat del 1879 nella sua pubblicazione successiva a sostegno delle sue opinioni politiche. Fu inserito nell'Indice. Di nuovo nel 1906 un'altra pubblicazione di Combe intitolata Il segreto di Melanie e la crisi attuale fu anch'essa inserita nell'Indice dei libri proibiti. Queste azioni della Chiesa causarono qualche confusione sulla questione se solo il libro di Combe o il segreto stesso fossero stati inseriti nell'Indice dei libri proibiti. Nell'ottobre del 1912, Albert Lepidi O.P., Maestro del Sacro Palazzo, rispondendo a una domanda del cardinale Louis Luçon, affermò che il messaggio originale del 1846 rimaneva approvato. Gli ultimi messaggi, e in particolare la versione del 1872-1873, invece non lo erano.